# 黄茆镇
黄茆镇，是中华人民共和国广西壮族自治区来宾市武宣县下辖的一个乡镇级行政单位。

## 行政区划
黄茆镇下辖以下地区：
黄茆街村、周眷村、玉村、新贵村、大浪村、根村、尚文村、上额村和武宣种畜场生活区。